# Parafia Narodzenia Najświętszej Maryi Panny w Rogaczach
Parafia Narodzenia Przenajświętszej Bogurodzicy – parafia prawosławna w Rogaczach, w dekanacie Kleszczele diecezji warszawsko-bielskiej.
Na terenie parafii funkcjonuje 1 cerkiew:
- cerkiew Narodzenia Najświętszej Maryi Panny w Rogaczach – parafialna

## Historia
Według dostępnych źródeł historycznych, cerkiew w Rogaczach (Rohaczach) istniała już w 1525. W 1624 z inicjatywy właściciela wsi, Wasila Kaleczyckiego cerkiew została przebudowana. W XVII w. parafia należała do dekanatu kamienieckiego unickiej diecezji brzeskiej. Pierwszy obszerny opis cerkwi w Rogaczach znajduje się w dokumentach z wizyty generalnej z 1725, świadczący o bardzo złym stanie technicznym świątyni: „Cerkiew stara drewniana, zgniła palem ogrodzona, bez kopuły, bez krzyża. Dzwonnica z babińcem przy cerkwie iuż obalająca się okien w cerkwi dwie w Drzewo robionych. Dach gątowy zbyt dziurawy stary (...) posadzki żadney nie masz w piasku wszystko apparentia zanurzone (...) Carskie Drzwi Stolarskie opierzchłe iuż malowania nie znać (...) Dzwon Nadzwonnicy rozbitya drugi sygnaczek dobry...”.
Wkrótce (prawdopodobnie w połowie XVIII w.) w Rogaczach zbudowano nową cerkiew z inicjatywy starosty stokliskiego Jerzego Matuszewicza, ówczesnego właściciela Rogacz. Według miejscowych przekazów, świątynia została wzniesiona w miejscu znalezienia przez fundatora ikony św. Antoniego. Ikona ta wkrótce została uznana przez miejscową ludność za cudowną. Ufundowana przez Matuszewicza cerkiew spłonęła w 1872, ocalała natomiast ikona św. Antoniego, dzień wcześniej zabrana w celu pozłocenia znajdującej się na niej ryzy. Kolejna świątynia w Rogaczach – XVIII-wieczna cerkiew Preczystienskaja – została sprowadzona w 1873 z Dubin i uroczyście poświęcona 8 września 1873 przez dziekana z Wysokiego Litewskiego (pod wezwaniem Narodzenia Bogurodzicy). Przetrwała w 1884 pożar znajdujących się w sąsiedztwie zabudowań gospodarczych (odbudowanych w ciągu kilku lat) i po dziś dzień służy rogackiej parafii. W 1905 wspólnota parafialna liczyła 1473 wiernych i posiadała 94 dziesięciny (ponad 100 ha) gruntów.
Po wybuchu I wojny światowej, w lutym 1915 rozpoczęto przygotowania do ewakuacji w głąb Rosji. Znana jest dokładna data udania się na bieżeństwo – 2 sierpnia 1915 (w uroczystość św. Proroka Eliasza). Zabrano też (bez ryzy) ikonę św. Antoniego, która już do Rogacz nie powróciła. W jej miejsce została w latach 20. XX w. sporządzona kopia (przez mnicha Archipa z monasteru w Żyrowiczach); którą umieszczono w ocalałej ryzie (uważanej za cudowną). Powrót ludności prawosławnej do Rogacz miał miejsce w latach 1919–1921.
Władze odrodzonej Polski nie zgodziły się na reaktywację parafii. Dopiero w 1928 uznano oficjalnie wspólnotę w Rogaczach jako filię parafii w Milejczycach. Na początku lat 30. grunty cerkiewne wydzierżawiono mieszkańcom wsi jako tzw. wspólnotę wiejską (pozostawiono tylko 3 ha). W latach 1932–1936 wyremontowano cerkiew i budynki gospodarcze, w 1938 zbudowano dom dla psalmisty. W czasie II wojny światowej parafia odzyskała samodzielność.
W 1940 w cerkwi zbudowano drugi ołtarz, poświęcony św. Antoniemu. Uroczystość ku czci tego świętego – od 1939 obchodzona w Rogaczach w dniu 23 lipca (10 lipca według starego stylu) – stała się drugim świętem parafialnym. W czasie walk niemiecko-radzieckich, 23 lipca 1944 w wyniku ostrzału artyleryjskiego zginęła jedna osoba (obecna na nabożeństwie). Cerkiew doznała wtedy niewielkich uszkodzeń.
Bezpośrednio po zakończeniu II wojny światowej, około 500 parafian przesiedlono do ZSRR. Pozostała ludność w tym okresie często padała ofiarą band grabieżczych, tzw. kożuszników. Księgi metrykalne zabrano do Urzędu Stanu Cywilnego w Milejczycach. W latach 50. większość gruntów cerkiewnych przejął Skarb Państwa.
W 1953 odremontowano plebanię i budynki gospodarcze, wykonano też nowe ogrodzenia. W 1954 przeprowadzono częściowy remont cerkwi – odnowiono elewację i wnętrze, założono instalację elektryczną, zmieniono pokrycie dachu (z gontowego na blaszane). W 1960 cerkiew wyposażono w 3 nowe dzwony z Węgrowa. W latach 1977–1978 zbudowano nową, murowaną plebanię.
Od 1993 parafia w Rogaczach wchodzi w skład dekanatu kleszczelowskiego diecezji warszawsko-bielskiej.
W 1996 parafia odzyskała ponad 11 ha gruntów od Nadleśnictwa Nurzec. W 2007 wyremontowano dzwonnicę, a 2 lata później parkan cerkiewny. W latach 2011–2013, dzięki dotacjom z Unii Europejskiej dokonano generalnego remontu cerkwi – wymieniono oszalowanie, wykonano nową stolarkę drzwiową i okienną, wzmocniono fundamenty i więźbę dachową, pokryto dach blachą miedzianą i zamontowano nowe kopuły.
W skład parafii wchodzą wsie: Rogacze, Borowiki, Gołubowszczyzna, Gruzka (gdzie w XVIII wieku istniała cerkiew św. Paraskiewy), Lewosze, Miedwieżyki, Mikulicze, Nowosiółki oraz osada Rogacze-Kolonia, w 2007 we wszystkich miejscowościach żyło 160 prawosławnych rodzin (ok. 480 osób).

## Wykaz proboszczów
- 1676 – ks. Mateusz Hancewicz
- 1725 – ks. Michał Pomosowicz
- 1865–1890 – ks. Bazyli Charłampowicz
- 1915–1919 – bieżeństwo
- 1939(?)–1940 – ks. Stefan Iwankiewicz
- 1940–1942 – ks. Włodzimierz Kudriawcew
- 1942–1947 – ks. Eugeniusz Izmajłow
- 1947–1952 – ks. Piotr Doroszkiewicz
- 1953–1973 – ks. Jan Juzwuk
- 1974–1989 – ks. Jan Mironko
- 1990–2000 – ks. Piotr Martyniuk
- 2001–2006 – ks. Jan Kazimiruk
- od 2006 – ks. Mirosław Awksietijuk